# Reynald de Vichiers
Reynald de Vichiers (zm. 20 stycznia 1256) – dziewiętnasty wielki mistrz zakonu templariuszy
W 1240 r. był komandorem Akki. W latach 1241–1248 pełnił funkcję mistrza prowincji francuskiej zakonu tzw. mistrza Francji. 
Podczas VI krucjaty towarzyszył Ludwikowi IX, będąc już marszałkiem zakonu. Umożliwił królowi pożyczkę ze skarbca templariuszy na rzecz wykupu z niewoli. Został ojcem chrzestnym syna króla Francji, hrabiego d’Alençon, urodzonego w należącym do templariuszy Zamku Pielgrzyma. 
Ostatecznie popadł w niełaskę, bowiem pertraktował z sułtanem Damaszku An-Nasirem bez wiedzy króla, za co został upokorzony przez niego przed rycerstwem i musiał publicznie odwoływać zawarte z sułtanem umowy.